# Massimo Sorice
Massimo Sorice (né le 22 octobre 1975 à Lucques,) est un coureur cycliste italien, principalement actif dans les années 1990.

## Biographie
Massimo Morice est originaire de Lucques, en Toscane. Chez les amateurs, il se distingue en obtenant de nombreuses victoires au sprint. Il passe ensuite professionnel en 2000 au sein de l'équipe polonaise Mat-Ceresit-CCC. Cette expérience ne dura cependant qu'une saison. Son meilleur résultat est une onzième place sur la dernière étape de l'Étoile de Bessèges.

## Palmarès
- 1997
  - Circuit de Cesa
  - Gran Premio La Torre
  - 3e de la Coppa 29 Martiri di Figline di Prato
- 1998
  - Circuit de Cesa
  - Gran Premio Sportivi Poggio alla Cavalla
  - Trofeo dei Cinque Comuni
  - 2e du Trofeo di Primavera del Monte Pisano
  - 2e de La Nazionale a Romito Magra
- 1999
  - Grand Prix de la ville de Felino
  - Gran Premio La Torre
  - Trofeo Comune di Lamporecchio
  - Giro delle Due Province
  - Pistoia-Livorno
  - Trophée Alvaro Bacci
  - 3e du Grand Prix Industrie del Marmo
  - 3e de la Coppa Giulio Burci